# Varanus bitatawa
Varanus bitatawa ist eine große, auf Bäumen lebende Echse aus der Gattung der Warane (Varanus), welche sich von Früchten und Schnecken ernährt. Sie wurde erst 2010 wissenschaftlich beschrieben. Ihr momentan bekanntes Verbreitungsgebiet beschränkt sich auf die Wälder der nördlichen und zentralen Sierra Madre im östlichen Bereich der philippinischen Insel Luzon. Sie wird von zwei indigenen Völkern der Provinz Aurora, die die Echse Butikaw nennen, zur Nahrungsgewinnung gejagt. Die Art ist durch die Zerstörung ihres Lebensraums gefährdet. Ein Schutzgebiet ist der Northern Sierra Madre Natural Park.

## Aussehen
Der Waran kann bis zu zwei Meter lang werden, wiegt aber maximal nur 10 Kilogramm. Seine Haut ist dunkelgrau getönt und mit goldgelben Flecken gesprenkelt. Er lebt sehr versteckt und hält sich fast nur auf Bäumen auf.

## Systematik
Varanus bitatawa ist nah mit dem Panay-Waran (Varanus mabitang) und Grays Waran (Varanus olivaceus) verwandt, zwei weiteren vor allem vegetarisch lebenden Waranen der Philippinen. Letzterer kommt ebenfalls auf Luzon vor, allerdings im Süden. Um den Status von Varanus bitatawa als sich von Varanus olivaceus unterscheidender Art festzustellen, wurden sowohl morphologische Daten benutzt, als auch DNA des Zellkerns und der Mitochondrien (mtDNA) verglichen. Er unterscheidet sich außerdem in der Farbe, der Beschuppung, der Körpergröße und der Anatomie der Geschlechtsorgane.